# On l'appelle Jeeg Robot
Pour plus de détails, voir Fiche technique et Distribution.
On l'appelle Jeeg Robot (Lo chiamavano Jeeg Robot) est un film italien de super-héros réalisé par Gabriele Mainetti, sorti en 2015,,.
Le film est un hommage au manga de Gō Nagai intitulé Kotetsu Jeeg (Jeeg Robot en Italie).

## Synopsis
Enzo Ceccotti est un petit voleur qui vit dans la banlieue romaine de Tor Bella Monaca. Un jour, en fuyant la police, il se jette dans le Tibre et entre en contact avec des substances radioactives. Ces substances le contaminent et lui confèrent des pouvoirs surnaturels, une super force et la capacité de guérir les blessures. Initialement réticent à utiliser ses pouvoirs pour faire le bien, il change d'avis lorsqu'il rencontre Alessia, une jeune femme un peu folle, victime d'abus qui l'identifie comme le héros du dessin animé japonais Jeeg Robot. Enzo devient un super-héros au service du bien, pour sauver Alessia et la ville de Rome de la fureur de Fabio, un criminel fou et narcissique connu sous le nom du « Gitan ».

## Fiche technique
- Titre original : Lo chiamavano Jeeg Robot
- Titre français : On l'appelle Jeeg Robot
- Titre anglophone : They Call Me Jeeg
- Réalisateur : Gabriele Mainetti
- Scénario : Nicola Guaglianone, Menotti
- Décors : Massimiliano Sturiale
- Costumes : Mary Montalto
- Photographie : Michele D'Attanasio
- Montage : Andrea Maguolo
- Musique : Gabriele Mainetti, Michele Braga
- Production : Gabriele Mainetti
- Société de production : Goon Films
- Lieux de tournage : Rome
- Pays d'origine : Italie
- Langue originale : italien
- Format : Couleurs - 35 mm - 2,35:1
- Genre : comédie dramatique, super-héros
- Durée : 118 minutes
- Dates de sortie : 
  -  Italie : 17 octobre 2015 (festival international du film de Rome)[4]
  -  Italie : 25 février 2016[5]
  -  Suisse : 3 juillet 2016 (Festival international du film fantastique de Neuchâtel 2016)
  -  France : 3 mai 2017 (film interdit aux moins de 12 ans avec avertissement lors de sa sortie en salles Film interdit aux moins de 16 ans à la télévision (CSA))

## Distribution
- Claudio Santamaria (VFB : Jean-Philippe Lejeune) : Enzo Ceccotti, « Jeeg Robot »
- Luca Marinelli (VFB : Steve Driesen) : Fabio Cannizzaro, « le Gitan »
- Ilenia Pastorelli (VFB : Mélanie Dambermont) : Alessia
- Stefano Ambrogi (VFB : Martin Spinhayer) : Sergio
- Maurizio Tesei (VFB : Frédéric Clou) : Biondo
- Francesco Formichetti (VFB : Alessandro Bevilacqua) : Sperma
- Daniele Trombetti (VFB : Alain Eloy) : Tazzina
- Antonia Truppo (VFB : Fanny Roy) : Nunzia
- Gianluca Di Gennaro : Antonio
- Salvatore Esposito : Vincenzo

## Sortie
Le film a été projeté dans de nombreux festivals. Il est présenté pour la première fois le 17 octobre 2015, lors du festival international du film de Rome. En France, il est diffusé le 30 janvier 2016 au festival « De Rome à Paris ». Il est également présenté au festival du film italien d'Édimbourg, au Cinema Made in Italy à Londres, au 8 ½ Festa do Cinema Italiano au Portugal, au festival du film fantastique d'Amsterdam, au festival del cinema italiano 2016 au Japon, Italų kino festivalis Cinemando en Lituanie, au festival international du film de Seattle, à Open Roads: New Italian Cinema à New York ou encore en Argentine à la III° Semana del Cine Italiano.
En France, le film est distribué en salles le 3 mai 2017 par Nour Films.

## Accueil

### Accueil critique
L'accueil critique est globalement positif : le site Allociné recense une moyenne des critiques presse de 3,3/5.

## Récompenses
- David di Donatello[18],[19] :
  - David di Donatello du meilleur réalisateur débutant (Gabriele Mainetti)
  - David di Donatello du meilleur producteur (Gabriele Mainetti)
  - David di Donatello du meilleur acteur (Claudio Santamaria)
  - David di Donatello de la meilleure actrice (Ilenia Pastorelli)
  - David di Donatello du meilleur acteur dans un second rôle (Luca Marinelli)
  - David di Donatello de la meilleure actrice dans un second rôle (Antonia Truppo)
  - David di Donatello du meilleur monteur (Andrea Maguolo)
- Bari International Film Festival[20] :
  - Prix Ettore Scola du meilleur réalisateur débutant
- 8½ Festa do Cinema Italiano de Lisboa[21] :
  - Prix de la critique du meilleur film
  - Prix du public du meilleur film
- Festival du film fantastique d'Amsterdam[22] :
  - Silver Scream Award

- Festival du film italien de Villerupt (2016)[23]
  - Amilcar du jury

- Festival International du film fantastique de Gérardmer (2017)[24]
  - Prix du jury (ex-æquo)